# 克洛蒂尔德·库罗
克洛蒂尔德·库罗（法語：Clotilde Courau，1969年4月3日—），法国女演员。曾获得欧洲电影奖最佳女演员。

## 家庭
丈夫埃曼努埃莱·菲利伯托为意大利王子。